# 老观镇
老观镇，是中华人民共和国四川省南充市阆中市下辖的一个乡镇级行政单位。2019年10月，撤销方山乡和西山乡，将其所属行政区域划归老观镇管辖。

## 行政区划
老观镇下辖以下地区：
君山社区、天回山村、石盘子村、洪山庙村、鸡山梁村、倩林坝村、鱼池梁村、牌坊村、老龙村、石马村、新凤村、双庙村、玉龙村、联合村、平安村和凤凰村，西山坪村、文庙梁村、卧龙山村、枫山垭村、重锦山村、南阳坪村、岳林垭村、三岔河村、花园村、长梁村和牛王庙村，方山村、雪洞村、柏山子村、石茶坪村、石星村、铺山垭村、柏杨村和狐狸山村。

## 中国传统村落
2012年，老龙村被评为首批“中国传统村落”。